# Kitty Jantzen

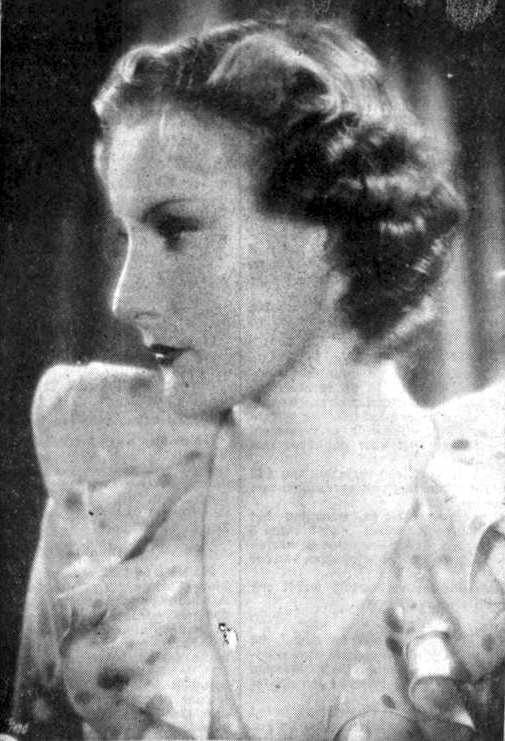
Kitty Jantzen, 1936

Kitty Jantzen (* 21. Juni 1916; † 20. Juni 1984 in St. Moritz, Kanton Graubünden) war eine deutsche Schauspielerin, die unter anderem in den Abenteuerfilmen Der Tiger von Eschnapur (1938) und Das indische Grabmal (1938) mitwirkte.

## Leben
Kitty Jantzen war nach Lee Parry die zweite Ehefrau des Regisseurs Richard Eichberg, unter dessen Regie sie zwischen 1936 und 1938 in fünf Filmen mitwirkte. Ihr Filmdebüt gab sie 1936 in der weiblichen Hauptrolle als „Christa Lessner“ in Es geht um mein Leben, in dem sie an der Seite von Karl Ludwig Diehl und Theo Lingen spielte.
Zusammen mit ihrem Ehemann drehte sie 1938 auch die beiden Abenteuerfilme Der Tiger von Eschnapur sowie Das indische Grabmal. Darin spielte sie jeweils die Rolle der „Irene Traven“ mit La Jana als „Sitha, Maharani von Eschnapur“ sowie Frits van Dongen als „Chandra, Maharadscha von Eschnapur“  in weiteren Hauptrollen. Darüber hinaus spielte sie in den ebenfalls 1938 von ihrem Ehemann Richard Eichberg gedrehten französischsprachigen Versionen dieser beiden Filme, Le tigre du Bengale und Le tombeau hindou, mit. Danach wirkte sie in keinen weiteren Filmen mit.

## Filmografie
- 1936:  Es geht um mein Leben
- 1938: Der Tiger von Eschnapur
- 1938:  Le tigre du Bengale
- 1938:  Das indische Grabmal
- 1938:  Le tombeau hindou